# Râul Secătura, Valea Morii
Râul Secătura sau Râul Șinteu sau Râul Santeu este un curs de apă, afluent al râului Valea Morii.

## Hărți
- Harta județului Bihor